# BBÖ VT 22
Der BBÖ VT 22 war ein Verbrennungsmotor-Triebwagen der Bundesbahnen Österreich (BBÖ). Er wurde unmittelbar nach dem BBÖ VT 21 von der Grazer Waggonfabrik gefertigt und hatte in seiner Konstruktion viele Gemeinsamkeiten mit den Fahrzeugen der Deutschen Werke (DWK).

## Geschichte und technische Daten
Den Auftrag für den ersten Triebwagen nach dem BBÖ VT 21 vergaben die BBÖ 1926 an die Grazer Waggonfabrik, die den Wagen 1927 in Ganzstahlbauweise ablieferte. Die Hauptdaten des Fahrzeuges zeigen viele Gemeinsamkeiten zu dem Vorgänger, so wurden Antriebsmotor und Getriebe von DWK bezogen, vom Aussehen her waren beide Fahrzeugtypen jedoch grundverschieden.
Die amtliche Probefahrt des Fahrzeuges fand im April 1927 als neunstündige Dauerfahrt von Graz ausgehend auf der Südbahn über den Semmering nach Payerbach sowie nach Spielfeld-Straß statt. Bemerkenswert ist eine Probefahrt auf der mit Zahnstange ausgestatteten und bis zu 71 ‰ steilen Erzbergbahn auf den Präbichl. Nach den erfolgreichen Probefahrten wurde der Triebwagen auf der Lokalbahn Krems an der Donau–Grein–Mauthausen eingesetzt und am 24. Mai 1927 von der Staatsbahn offiziell abgenommen.
1938 wurde der Wagen von der Deutschen Reichsbahn übernommen und als 772 bezeichnet. Stationiert blieb er in Krems. 1940 wurde er für den Betrieb mit Treibgas umgebaut. Die Höchstgeschwindigkeit wurde bei der DR auf 60 km/h gesteigert. Einsatzdaten sind noch von 1942. Seit Mitte 1944 war er abgestellt. Nach Kriegsende fand er sich bei den ČSD wieder. Ausmusterungsdaten des Fahrzeuges sind nicht bekannt.

## Fahrzeugaufbau
Wie beim BBÖ VT 21 bestand die Karosserie als Nietkonstruktion aus gewalzten Profilen und Blechen. Besaßen die Triebwagen der DWK noch eine eher kastenförmige Karosserieform, so waren bei dem Wagen aus Graz als Unterschied die eingezogenen Einstiegstüren und die Anzahl der Seitenfenster auffällig. Außerdem besaß dieser Wagen eine Übergangseinrichtung mit Übergangsbrücke für den Wechsel des Fahrpersonals in einen Beiwagen. Kühler und Kraftstofftank waren auf dem Dach des Wagens platziert.
Der Fahrgastraum mit 82 Sitzplätzen war als Großraumabteil zwischen den als Führerstand dienenden Einstiegsräumen platziert. Das Fahrgastabteil besaß außer den Sitzbänken für die Reisenden einen Dienstraum und ein Abort mit Wasserspülung. Geheizt war der Fahrgastraum mit Warmwasser, wofür die Kühlwasseranlage des Dieselmotors verwendet wurde. Der Wagenkasten lief auf zwei Drehgestellen mit 2.500 mm Achsstand. Die Radsätze waren im Drehgestellrahmen mit Blattfedern gefedert, die Abfederung des Drehgestellrahmens mit dem Wagenkasten wurde mit Blatt- und Schraubenfedern realisiert. Ursprünglich war der Triebwagen ab Werk mit einer Vakuumbremse Bauart Hardy ausgerüstet, von der Deutschen Reichsbahn erhielt er 1938 eine Druckluftbremse Bauart Knorr.
Der Motor und das Getriebe des Wagens wurden von den Deutschen Werken übernommen. Der benzinbetriebene Ottomotor leistete 150 PS (110 kW) bei 1000/min. Das Getriebe der Bauart Skandia hatte vier Gänge. Schalt- und Wendegetriebe waren in einem Gehäuse vereinigt. Die Kupplung wurde mit einem Pedal betätigt, Verstellen der Motorlast und Schalten des Getriebes waren mechanisch über eine Kurbel oder ein Handrad und ein Gestänge. Die einzelnen Übersetzungen ermöglichten Höchstgeschwindigkeiten von 13, 25, 38 und 60 km/h.
Ende 1940 wurde die Maschinenanlage im Ausbesserungswerk St. Pölten auf Treibgas umgebaut. Für den Gasvorrat wurden acht Gasflaschen eingebaut. Die Absperrventile für die einzelnen Flaschen konnten vom Führerstand aus geöffnet und geschlossen werden. Eine Sammelleitung führte zum Motor. Die Benzinleitungen und der Behälter blieben erhalten und konnten bei Gasbetrieb geschlossen werden. Beim Umbau musste der bisherige Vergaser gegen einen Regler gleicher Type getauscht werden. Durch den Umbau konnte Kraftstoff eingespart werden, das Gesamtgewicht stieg um 2.000 kg. Möglicherweise wurde bei dem Umbau der Antriebsmotor gegen einen Motor aus Graz getauscht.